# Jazz-Iz-Christ
Jazz-Iz-Christ är System of a Down-sångaren Serj Tankians femte studioalbum. Låtarna är jazzinspirerade och alla låtar, förutom fyra stycken, är helt instrumentella. Albumet torgfördes den 3 april 2012 på Tankians hemsida även om dess namn var okänt vid detta tillfälle. Tankian har sagt att han har skrivit jazzlåtar under flera år och att när han bestämde sig för att göra ett jazzinspirerat album tog han kontakt med tre av sina vänner som gärna ville hjälpa honom. Tillsammans mixade de ihop låtarna som finns med på Jazz-Iz-Christ. Förutom detta tog han även och inkluderade några av sina tidigare låtar från rockmusikalen Prometheus Bound. Tankian har sagt att albumet inte bara är inspirerat av jazz utan att musiken även är elektronisk, progressiv och dansvänlig. Han dedicerade låten "Garuna" till folket i Armenien som kämpar för förändring i landet.

## Låtlista
Alla låtar är skrivna och komponerade av Serj Tankian, om inte annat anges. 
| Nr  | Titel | Längd |
| --- | --- | ----- |
| 1.  | Fish Don't Scream (med Tigran Hamasyan, Tom Duprey, Valeri Tolstov och Troy Zeigler)                                                               | 3:37  |
| 2.  | End of Time (med Troy Zeigler, Tom Duprey och Valeri Tolstov)                                                                                      | 3:55  |
| 3.  | Honeycharmed (med Troy Zeigler, Tom Duprey och Valeri Tolstov)                                                                                     | 4:20  |
| 4.  | Arpeggio Bust (med Troy Zeigler, Tom Duprey och Valeri Tolstov)                                                                                    | 4:02  |
| 5.  | Yerevan to Paris (med Tigran Hamasyan, Tom Duprey, Valeri Tolstov och Troy Zeigler)                                                                | 4:01  |
| 6.  | Scotch in China (med Troy Zeigler, Tom Duprey och Valeri Tolstov)                                                                                  | 2:46  |
| 7.  | Distant Thing (med Tigran Hamasyan, Tom Duprey, Valeri Tolstov, Vincent Pedulla, Robert Simring, Jeff Muzzerole, David Finch och Stewart Copeland) | 3:43  |
| 8.  | Song of Sand (med Tom Duprey, James Merenda, David Alpay och Vincent Pedulla)                                                                      | 3:04  |
| 9.  | Garuna (med Tigran Hamasyan) | 4:45  |
| 10. | Balcony Chats (med Valeri Tolstov) | 4:07  |
| 11. | Jinn (med Troy Zeigler, Tom Duprey, Valeri Tolstov och Stepan Haytayan)                                                                            | 2:52  |
| 12. | Waitomo Caves (med Tigran Hamasyan, Tom Duprey och Valeri Tolstov)                                                                                 | 2:56  |
| 13. | Through Nights and Hopes (med Tigran Hamasyan, Tom Duprey, Valeri Tolstov och Mario Caspar)                                                        | 5:29  |
| 14. | Papa Blue (med Troy Zeigler, Tom Duprey, Valeri Tolstov och Jon Del Sesto)                                                                         | 3:24  |
| 15. | Miso Soup (med Mario Pagliarulo, Dan Monti, Troy Zeigler, Larry LaLonde, Tom Duprey och Valeri Tolstov)                                            | 3:31  |